# Heriok
Heriok o Heirok  es una localidad de la India en el distrito de Thoubal, estado de Manipur. 

## Demografía
Según estimación 2010 contaba con una población de 2 944 habitantes.